# Перевёртка
Перевёртка (также иногда перевёртыш) — филателистическое название разновидности почтовых марок, когда часть рисунка отпечатана «верх ногами», то есть перевёрнутой на 180° по отношению к нормальному расположению. Перевёртки, возможно, самые наглядные примеры ошибок на почтовых марках, не только из-за того, что они сразу бросаются в глаза, но и потому что они почти всегда довольно редки и высоко ценятся коллекционерами марок.

## Происхождение перевёрток
Наиболее часто перевёртки возникают при печати многоцветных марок путём многократного прогона листа марок через печатную машину. Типографский работник легко может ошибиться, вставив наполовину законченный лист не той стороной, вследствие чего и появлются перевёртки. Поскольку возможность такого полиграфического брака очевидна, почти все листы марок с браком выявляются и уничтожаются в типографии, ещё больше их выявляется во время рассылки в почтовые отделения или уже в отделениях перед продажей.
Гораздо реже случается, когда перевёртка оказывается в самой печатной форме или пластине, то есть сам типографский стереотип есть перевёртка. Самый известный случай — это «Перевёрнутый лебедь» из числа ранних марок Западной Австралии.

## Виды перевёрток

### Перевёрнутый центр
«Перевёрнутый центр» — разновидность перевёрток с перевёрнутой на 180° центральной частью рисунка. Обычно это почтовые марки, отпечатанные в две краски, одной из которых отпечатана центральная часть рисунка марки. Классическим примером подобных марок является «Перевёрнутая Дженни» — одна из самых первых марок авиапочты США, выпущенная в 1918 году (Sc #C3a).
Известны также некоторые почтовые марки России XIX — начала XX веков с перевёрнутыми центрами-овалами. На них изображались двуглавый орёл и эмблема почтового (почтовые рожки) или почтово-телеграфного (почтовые рожки с двумя перекрещивающимися стрелками-молниями) ведомств. Всего было выпущено 11 видов марок, имевших перевёрнутые центры. Они относятся к числу раритетов русской филателии. Одна из этих марок, выпуска 1902 года и номиналом в 35 копеек, является уникальной. Она была отпечатана на бумаге с вертикальными световыми полосками и обнаружена в единственном экземпляре, и пребывает в частной коллекции вне России.
Существуют раритетные целые вещи с русскими марками-перевёртками. Таковым является конверт заказного письма с 14-копеечной маркой выпуска 1889 года, отправленного из станицы Атаманской в Астрахань 8 (14) марта 1903 года. В середине 1970-х годов этот конверт был продан за $5250 на аукционе нью-йоркской торговой фирмы Хармер (англ. H. R. Harmer).
В 1970-х годах был обнаружен второй конверт с такой же 14-копеечной маркой с перевёрнутым центром, которой было оплачено письмо, отправленное из Москвы 8 (20) мая 1891 года и доставленное в Петербург на следующий день. Находка была сделана московским филателистом среди пачки старых писем.

### Перевёрнутая рамка
При печатании марок в несколько проходов из-за неправильного положения листа в печатающей машине иногда перевёрнутой оказывался не центр рисунка а рамка. Перевёрнутая рамка встречается на марках ряда стран.
У первых датских марок с изображением почтового рожка — орнаментальная рамка, которая почти совершенно симметрична, поэтому перевёрнутую рамку можно обнаружить только после внимательного изучения марки.

### Перевёрнутый фон
Перевёрнутый фон — название разновидности марок, которая иногда возникает при печатании фона марки отдельным прогоном. Марки с перевёрнутым фоном известны среди знаков почтовой оплаты России, США и других стран. Перевёртки фона не так наглядны, как перевёрнутый центр. На марке с портретом Дага Хаммаршёльда (США, 1962) перевёрнут только жёлтый слой, поэтому далеко не сразу понимаешь, что белый фон отнюдь не является частью дизайна марки.

### Перевёрнутый водяной знак
Перевёрнутый водяной знак — разновидность одноцветных марок, когда рисунок марки оказывается перевёрнутым по отношению к водяному знаку.

### Перевёрнутая надпечатка
Перевёрнутой также может оказаться надпечатка на марке. Многие из них довольно распространены, поскольку сам срочный характер надпечатки подразумевает отсутствие тщательного контроля процесса печати. Известны многие марки РСФСР 1922 года с перевёрнутой надпечаткой.

## Стоимость
Редкие перевёртки ценятся высоко. «Перевёрнутые Дженни» уже давно продаются по ценам свыше 100 тысяч долларов США за экземпляр, канадские перевёртки с изображением реки Святого Лаврентия приближаются по цене к этим суммам. Высокие цены на перевёртки представляют собой большой соблазн для работников типографий, которые похищают бракованные листы из типографии и пытаются выдать их за подлинные, как это произошло в 1996 году с «перевёрткой Никсона».
Марки-перевёртки являются предметом особых тематических коллекций, некоторые из которых становятся известны сами по себе, именно как собрания. К примеру, коллекция, собранная жителем Питтсбурга (Пенсильвания, США) Робертом Канлиффом (англ. Robert H. Cunliffe), который скончался в 2008 году в возрасте 83 лет, пошла с молотка на аукционе Spink Shreves Galleries почти за $4 млн. Тогда находившаяся в ней «Перевёрнутая Дженни» оценивалась в $150 тыс.

## Известные перевёртки

### Австралия
- Перевёрнутый лебедь (1855)

### Бельгия
- Перевёрнутый Дендермонде (англ. Inverted Dendermonde, 1920) — на марке отпечатано перевёрнутое изображение ратуши Дендермонде; одна из самых ценных бельгийских марок

### Индия
- Индийская перевёртка, 1854 (Yt #5a; Sc #6c)

### Канада
- Перевёртка «Река Святого Лаврентия», 1959 (Sc #387a)

### Российская империя
- Перевёрнутые центры-овалы (XIX — начало XX веков)[6][7]

### США
- Перевёрнутые центры 1869 года, 1869 (Sc #119b, 120b) — 24-центовая марка (Sc # 120b) является самой дорогой перевёрткой в мире и самой дорогой единичной маркой США[2]
- Панамериканская выставка (перевёртки), 1901 (Sc #294a—296a)
- Перевёрнутая Дженни, 1918 (Sc #C3a)
- Перевёртка Дага Хаммаршёльда, 1962 (Sc #1204)
- Перевёртка ЦРУ, 1979 (Sc #1610c)
- Перевёртка Никсона, 1995 (Sc #2955)
- Перевёртка Сберегательного банка